# Райт, Джо (гребец)
Джонатан Фрэнсис (Джо) Райт (англ. Jonathan F. Francis "Joe" Wright; род. 14 марта 1992, Веллингтон) — новозеландский гребец, выступавший за сборную Новой Зеландии по академической гребле в 2010—2018 годах. Двукратный чемпион мира среди молодёжи, призёр этапов Кубка мира, участник летних Олимпийских игр в Рио-де-Жанейро.

## Биография
Джо Райт родился 14 марта 1992 года в Веллингтоне, Новая Зеландия.
Заниматься академической греблей начал в 2007 году, проходил подготовку в столичном клубе Wellington Rowing Club.
Впервые заявил о себе в гребле на международной арене в сезоне 2010 года, выступив в восьмёрках на юниорском мировом первенстве в Рачице.
В 2012 году в зачёте парных четвёрок занял шестое место на молодёжном мировом первенстве в Тракае.
В 2013 году в восьмёрках одержал победу на молодёжном чемпионате мира в Линце и, попав в основной состав новозеландской национальной сборной, дебютировал в Кубке мира, в частности стал четвёртым на этапе в Сиднее.
В 2014 году в восьмёрках выиграл бронзовую медаль на этапе Кубка мира в Сиднее, был лучшим на молодёжном мировом первенстве в Варезе.
В 2015 году в той же дисциплине взял бронзу на этапе Кубка мира в Люцерне, в то время как на взрослом чемпионате мира в Эгбелете оказался четвёртым.
Благодаря череде удачных выступлений удостоился права защищать честь страны на летних Олимпийских играх 2016 года в Рио-де-Жанейро. В программе восьмёрок сумел выйти в главный финал А и в решающем заезде пришёл к финишу шестым.
После Олимпиады в Рио Райт ещё в течение некоторого времени оставался в составе гребной команды Новой Зеландии и продолжал принимать участие в крупнейших международных регатах. Так, в 2018 году в восьмёрках он отметился выступлениями на этапах Кубка мира в Линце и Люцерне, но попасть здесь в число призёров не смог.